# Banat de Macsó
Le banat de Macsó (hongrois : Macsói bánság ; latin : Banatus Machoviensis ; serbe : Mačvanska banovina) est un ancien banat serbe du royaume de Hongrie au XIIIe siècle. Il est divisé lors de la conquête ottomane entre le sandjak de Smederevo et celui de Zvornik. Lors de la chute de l'Empire ottoman, il devient territoire de la principauté de Serbie.